# The Rolling Stones 2nd European Tour 1965
The Rolling Stones 2nd European Tour 1965 es una serie de conciertos musicales que realizó la banda por la ciudad de París, Francia, en un total de seis conciertos. Estos comenzaron el 16 de abril de 1965, y finalizaron el 18 de abril de ese año.

## Miembros de la banda
- Mick Jagger voz, armónica
- Keith Richards guitarra, voz
- Brian Jones guitarra
- Bill Wyman bajo
- Charlie Watts percusión

## Fechas de la gira
- 16/04/1965  L'Olympia, París
- 17/04/1965  L'Olympia, París
- 18/04/1965  L'Olympia, París